# Vizianagaram
Vizianagaram (Telugu విజయనగరం Vijayanagaraṁ) ist eine Stadt im indischen Bundesstaat Andhra Pradesh.
Vizianagaram liegt auf einer Höhe von 68 m 20 km von der Küste des Golfs von Bengalen entfernt. 45 km südlich befindet sich die Hafenstadt Visakhapatnam.
Vizianagaram ist Verwaltungssitz des gleichnamigen Distrikts.
Die nationale Fernstraße NH 43 (Rajapulova–Raipur) führt durch die Stadt. Die Bahnstrecke Chennai–Howrah führt ebenfalls durch Vizianagaram.
Beim Zensus 2011 hatte Vizianagaram 228.025 Einwohner.
Im Dezember 2015 wurde die Stadt in den Status einer Municipal Corporation erhoben.